# Пчињска окружна лига у фудбалу
Пчињска окружна лига је једна од 31 Окружних лига у фудбалу. Окружне лиге су пети ниво лигашких фудбалских такмичења у Србији. Виши степен такмичења је Зона Југ. Лига је основана 2009. године, а у у првој сезони је бројала 13 клубова. Кроз године се тај број увећавао и смањивао. Лига тренутно броји 12 клубова.

## Клубови у сезони 2019/20
| Клуб            | Место          | Општина/Град         |
| --------------- | -------------- | -------------------- |
| БСК Бујановац   | Бујановац      | Општина Бујановац    |
| Вихор           | Жбевац         | Општина Бујановац    |
| Лугина          | Прешево        | Општина Прешево      |
| Левосоје        | Левосоје       | Општина Бујановац    |
| Минералац       | Врањска Бања   | Град Врање           |
| Младост         | Босилеград     | Општина Босилеград   |
| Младост         | Сувојница      | Општина Сурдулица    |
| ОФК Алакинце    | Алакинце       | Општина Сурдулица    |
| Павловац        | Павловац       | Град Врање           |
| Трновац         | Велики Трновац | Општина Бујановац    |
| ФСУ Јужна пруга | Стубал         | Општина Владичин Хан |
| Челик           | Бело Поље      | Општина Сурдулица    |